# Gabriel Henri Putz

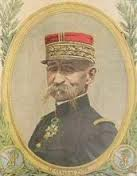
Henri Putz um 1920

Gabriel Henri Putz (* 26. Januar 1859 in Metz; † 22. Februar 1925 ebenda) war ein französischer Général de division.

## Leben
Putz wurde im damals französischen Metz als Sohn des Berufsoffiziers und späteren Brigadegenerals Jean-Baptiste Henry Putz geboren. Nach der deutschen Annexion Lothringens im Deutsch-Französischen Krieg von 1870/71 siedelte die Familie nach Frankreich über. 1877 an der École polytechnique zugelassen, erzielte er einen hervorragenden Abschluss und wählte die Artillerie als Waffengattung. Als junger Offizier diente er in Tunesien (1881) und Tonkin (1885–87). Während eines Aufenthalts auf Madagaskar von 1896 bis 1899 wurde er zum Commandant befördert. Von 1900 bis 1901 wurde er in China bei der Niederschlagung des Boxeraufstands eingesetzt und 1902 zum Oberstleutnant befördert. Im Jahre 1907 wurde er im Rang eines Colonel zum Stabschef des XIV. Armeekorps ernannt. 1911 folgte die Beförderung zum Général de brigade und die Ernennung zum Chef der Artillerie des XVII. Armeekorps in Toulouse.
Am 1. Juli 1914 zum Général de division befördert, begann Putz den Ersten Weltkrieg als Kommandant der 28. Division in der 1. Armee des Generals Dubail und nahm an den Kämpfen in den Vogesen teil. Im September 1914 erhielt er den Befehl über das Groupement des Vosges, das im selben Jahr in das XXXIV. Armeekorps bzw. das Détachement d'armée des Vosges (D.A.V.) umbenannt wurde. Bei der Aufstellung der 7. Armee im April 1915 gab er den Befehl an Louis Ernest de Maud’huy ab und übernahm stattdessen den Befehl über das Détachement d'armée de Belgique (D.A.B.) in Belgisch-Flandern. Mit dieser Armeeabteilung war er an der Abwehr der deutschen Offensive in der Zweiten Flandernschlacht beteiligt. Nach dem Ende der Flandernschlacht übernahm er im Juni 1915 das IV. Armeekorps in der Champagne, mit dem er bis Dezember 1917 an verschiedenen Frontabschnitten im Einsatz war.
Anschließend trat Putz an die Spitze des Commandement supérieur du Nord (C.S.N.), das er bis zum 19. April 1918 führte. Er blieb anschließend für ein halbes Jahr ohne Verwendung, bis er Mitte September 1918 zum Generalinspekteur der Kampftruppen in der zone des armées ernannt wurde, was er bis Ende Januar 1919 blieb. Im Juli 1920 wurde er zum Großoffizier der Ehrenlegion ernannt.
Putz starb 1925 66-jährig in seiner Geburtsstadt Metz und fand im Caveau des Gouverneurs der Cathédrale Saint-Louis-des-Invalides seine letzte Ruhestätte.